# Corvus (gènere)
Corvus és un gènere que inclou diversos ocells de color negre, alguns dels quals són sovint anomenats genèricament corbs. És el gènere amb més espècies de la família dels còrvids (Corvidae), a l'ordre dels passeriformes. Està format per una sèrie d'aus entre les quals es troben els membres més grossos de l'ordre.
Altres denominacions com la del corb marí no pertanyen a aquest gènere.

## Morfologia
- Són els majors passeriformes, i fan 33 – 66 cm de llargària.
- Són bàsicament negres malgrat que hi ha espècies amb zones blanques, grises o brunes.
- Escàs dimorfisme sexual.[1]

## El gènereCorvusals Països Catalans
- Corb comú (Corvus corax): de color negre amb matisos blaus, de bec molt fort i amb la part superior corbada. És necròfag però també caça animals vius de tota classe petits mamífers, ous, cargols o cucs. també menja fruits i grans. Nia en superfícies altes roques o arbres. En el folklore és objecte de moltes llegendes i considerat de mal averany.
- Cornella negra (Corvus corone): és una mica més petita que el corb i se'n distingeix, entre altres trets, per tenir la cua recta en comptes d'acabada en punta. La cornella emmantellada (Corvus cornix), que habita Europa Oriental i el nord de les Illes Britàniques,[2][3] és una espècie semblant. Durant molt temps aquestes dues cornelles es van considerar conespecífiques.
- Gralla (Corvus monedula): ocell grisós i gregari, de la mida d'un colom. Modernament aquesta espècie s'ha inclòs en el gènere Coloeus.

## Taxonomia
Segons el IOC World Bird List versió 13,1, 2023, el gènere Corvus està format per 47 espècies vives:
- Corvus splendens - corb de l'Índia
- Corvus moneduloides - corb de Nova Caledònia
- Corvus unicolor - cornella de les Banggai
- Corvus enca - cornella becfina
- Corvus samarensis - cornella menuda
- Corvus pusillus - cornella de Palawan
- Corvus violaceus - cornella violàcia
- Corvus typicus - cornella de Sulawesi
- Corvus florensis - cornella de l'illa de Flores
- Corvus kubaryi - cornella de les Marianes
- Corvus validus - corb de les Moluques
- Corvus woodfordi - corb becblanc
- Corvus meeki - corb de l'illa de Bougainville
- Corvus fuscicapillus - corb capbrú
- Corvus tristis - corb carapelat
- Corvus capensis - cornella del Cap
- Corvus frugilegus - graula
- Corvus brachyrhynchos - cornella nord-americana
- Corvus imparatus - cornella de Tamaulipas
- Corvus sinaloae - cornella de Sinaloa
- Corvus ossifragus - cornella pescadora
- Corvus palmarum - cornella de les palmeres de la Hispaniola
- Corvus minutus - cornella de les palmeres de Cuba
- Corvus jamaicensis - cornella de Jamaica
- Corvus nasicus - cornella de Cuba
- Corvus leucognaphalus - cornella de la Hispaniola
- Corvus hawaiiensis - corb de Hawaii
- Corvus corone - cornella negra
- Corvus cornix - cornella emmantellada
- Corvus torquatus - cornella de collar
- Corvus macrorhynchos - corb becut
- Corvus levaillantii - corb selvàtic oriental
- Corvus culminatus - corb selvàtic de l'Índia
- Corvus orru - cornella de Torres
- Corvus insularis - corb de les Bismarck
- Corvus bennetti - cornella de Bennett
- Corvus tasmanicus - cornella de Tasmània
- Corvus mellori - cornella de Mellor
- Corvus coronoides - cornella australiana
- Corvus albus - corb pitblanc
- Corvus ruficollis - corb del desert
- Corvus edithae - corb de Somàlia
- Corvus corax - corb comú
- Corvus cryptoleucus - corb de Chihuahua
- Corvus rhipidurus - corb cuacurt
- Corvus albicollis - corb de clatell blanc|consulta= 6 juny 2024
- Corvus crassirostris - corb becample

Altres classificacions, com ara el Handbook of the Birds of the World and BirdLife International Checklist of the Birds of the World, versió 8.1, de gener de 2024 inclouen les espècies del gènere Coloeus a Corvus.

## Comportament

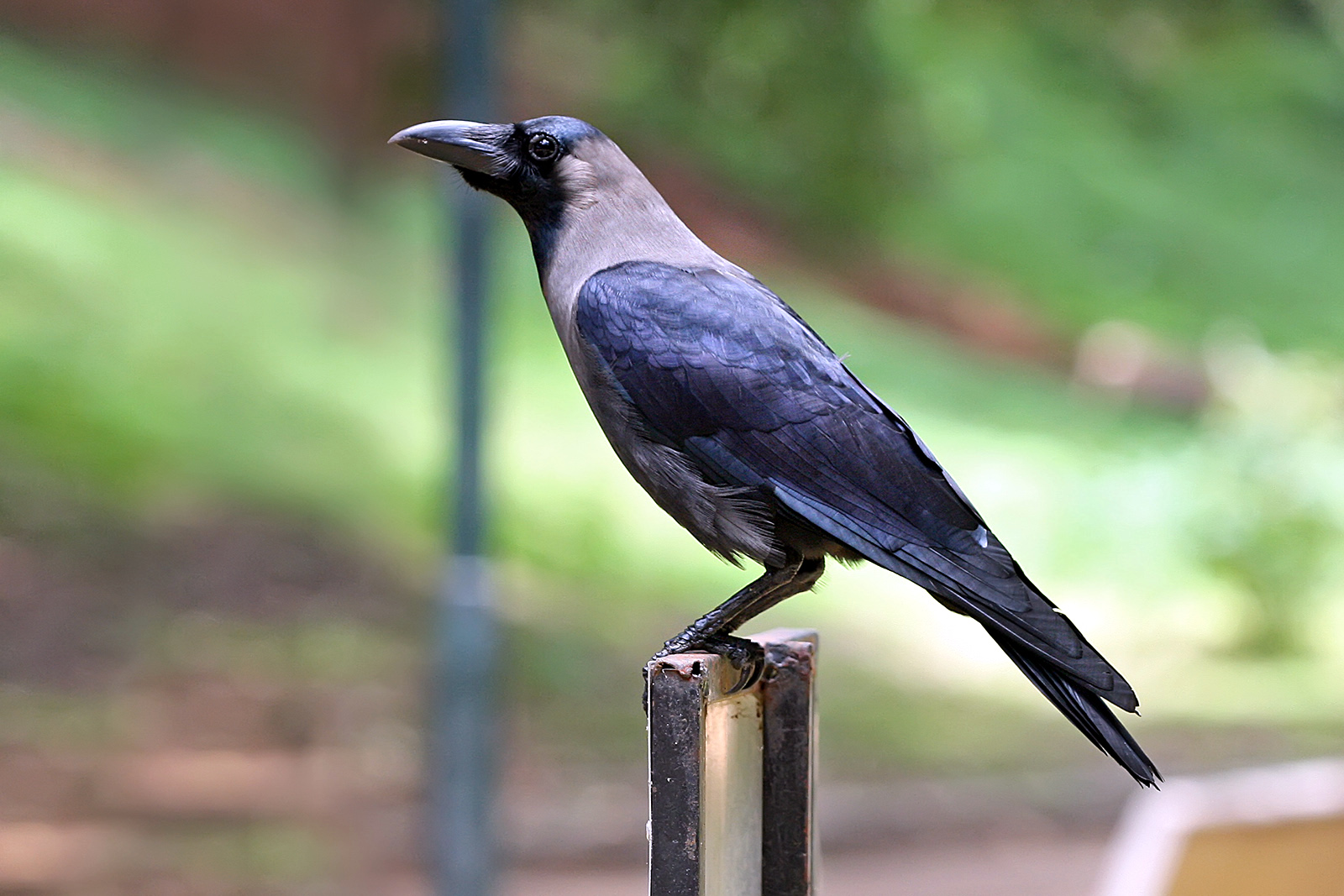
Corb de l'Índia (Corvus splendens), Bangalore, índia

### Dormidors comunitaris
Els corbs es reuneixen en grans dormidors comunitaris d'entre 200 i desenes de milers d'individus durant els mesos no reproductius, especialment a l'hivern. Aquestes concentracions solen produir-se prop de grans fonts d'aliment, com ara abocadors i centres comercials.

### Jocs
S'han registrat innombrables incidents de còrvids jugant. Molts conductistes veuen el joc com una qualitat essencial en els animals intel·ligents.

### Crides
| Crida de Corvus brachyrhynchos                           |
|                                                          |
| Crida de Corvus brachyrhynchos (Cornella nord-americana) |
|                                                          |

Els corbs i els altres membres del gènere fan una gran varietat de crides o vocalitzacions. També s'ha observat que els corbs responen a crides d'altres espècies; presumiblement, aquest comportament s'aprèn perquè varia regionalment. Les vocalitzacions dels corbs són complexes i poc enteses. Algunes de les moltes vocalitzacions que fan els corbs solen fer ressò d'anada i tornada entre els ocells. Aquestes vocalitzacions varien segons les espècies, i dins de cada espècie varien regionalment. En moltes espècies, s'ha observat que el patró i el nombre de les nombroses vocalitzacions canvien en resposta als esdeveniments de l'entorn (per exemple, l'arribada o la sortida de corbs).

### Búsqueda d'aliment

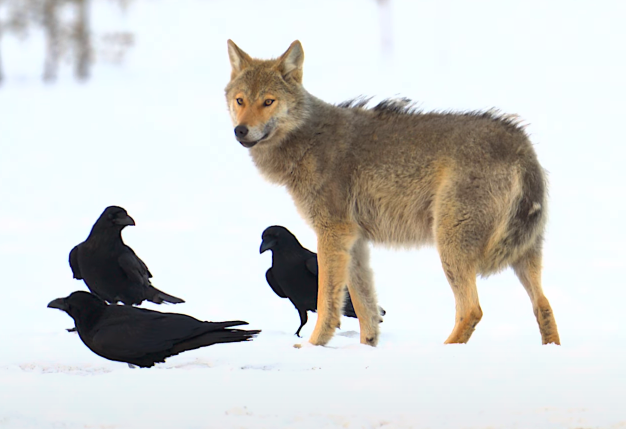
Llop i corbs associant-se

Juntament amb altres ocells, se sap que els corbs s'associen amb altres animals com els coiotss i els llops. Aquestes associacions estan vinculades a l'alimentació i la caça. Els corbs utilitzen les seves crides per avisar aquests animals quan hi ha una presa ferida a prop. Aquesta interacció es nota més a l'hivern, quan els corbs s'associen a les manades de llops gairebé tot el temps. Arran d'aquesta connexió, s'han realitzat estudis sobre la reacció dels animals de presa a la crida del corbs. A les zones on els corbs s'associen amb depredadors, és més probable que els animals de presa evitin la depredació en marxar després d'escoltar la crida. Els corbs també són capaços de distingir entre coiots i llops i han mostrat una preferència pels llops. Això pot ser degut al fet que els llops maten preses més grans. A la caça, els corbs poden localitzar animals ferits, com els uapitís, i poden cridar als llops perquè els matin. De vegades, els corbs s'associen amb els llops fins i tot quan no hi ha carcassa i fins i tot se'ls pot veure creant relacions amb ells. This includes playing with cubs by using sticks, picking at their tails, or flying around them.
Els corbs s'han vist principalment entre les manades de llops que viatgen en lloc de llops en repòs, possiblement a causa de l'augment de la probabilitat de menjar. També se sap que confien en els llops de la manada que segueixen; quan es troben amb un cadàver assassinat per animals que no siguin llops, són més aprensius de menjar-ne.
Aquesta relació simbiòtica entre corbs i llops es demostra que és mutualista; els corbs ajuden els llops a trobar preses i quan els llops les maten, els corbs també poden menjar. Tanmateix, aquesta relació no està exempta de defectes. De vegades, els corbs poden menjar més presa que el llop. Aquest problema també s'ha relacionat amb la mida de la manada de llops, i alguns investigadors suggereixen que una de les raons per les quals els llops cacen en paquets més grans és perquè els corbs (i altres carronyaires) rebin menys menjar. Juntament amb la contenció dels llops, els corbs també es poden molestar entre ells. En alimentar-se de la mateixa carcassa, és possible que alguns corbs robin als seus coespecífics. Aquest comportament està relacionat amb la capacitat dels corbs per prendre decisions ràpides sobre menjar aleshores o guardar-lo per a més tard, i amb el seu domini i capacitat de lluita.

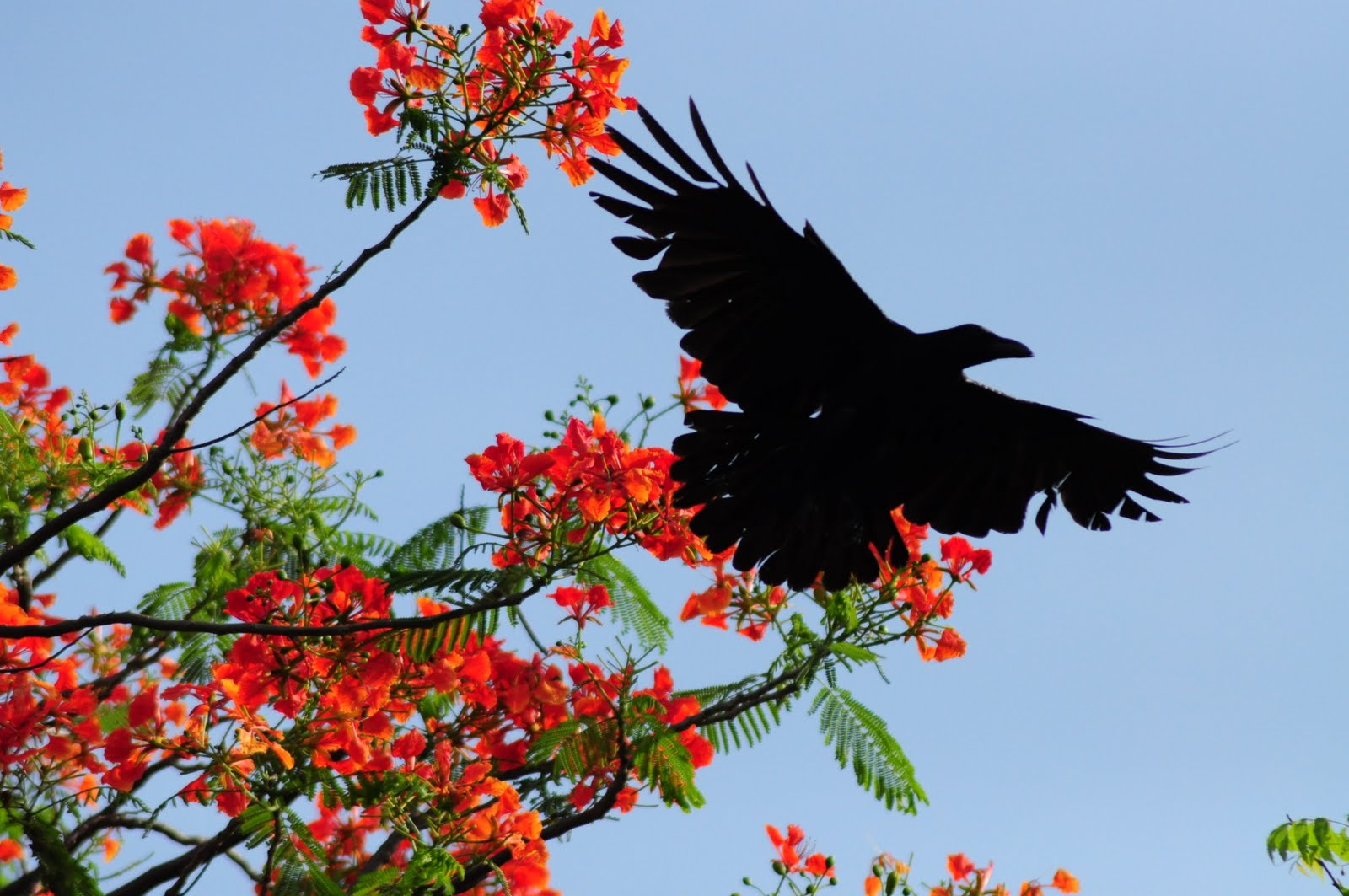
Cord indi a Tamil Nadu

### Intel·ligència
Com a grup, els corbs mostren exemples notables d'intel·ligència. Els llibres d'història natural del segle xviii expliquen una anècdota sovint repetida, però no provada, de "corbs comptadors", concretament un corb la capacitat del qual de comptar fins a cinc (o quatre en algunes versions) s'estableix mitjançant una trampa lògica posada per un granger. Els corbs i els corbs sovint puntuen molt alt en les proves d'intel·ligència. Algunes espècies superen l'escala de la QI dels ocells.
Els corbs es dediquen a una mena de justa a l'aire, o "joc del gallina" per establir l'ordre de jerarquia. S'ha trobat que participen en activitats com ara esports, ús d'eines, la capacitat d'amagar i emmagatzemar aliments a través de les estacions, memòria similar a l'episòdica dels humans, i la capacitat d'utilitzar l'experiència individual per predir el comportament dels coespecífics proximals.
Una espècie, el corb de Nova Caledònia, també s'ha estudiat intensament recentment a causa de la seva capacitat per fabricar i utilitzar eines en la recerca diària d'aliment. El 5 d'octubre de 2007, investigadors de la Universitat d'Oxford van presentar les dades adquirides muntant petites càmeres de vídeo a les cues dels corbs de Nova Caledònia. Arranquen, allisen i dobleguen branquetes i tiges d'herba per obtenir una varietat d'aliments. Els corbs de Queensland han après a menjar-se el gripaus gegants tòxics donant-li la volta al gripau gegant a l'esquena i apunyalant la gola on la pell és més fina, permetent que el corb accedeixi a les entranyes no tòxiques; els seus becs llargs asseguren que es puguin treure totes les entranyes.
S'ha trobat que la gralla occidental i la garsa eurasiàtica tenen un nidopal·li aproximadament de la mateixa mida relativa que el neocòrtex funcionalment equivalent en ximpanzés i humans, i significativament més gran que el que es troba als gibons.
Els corbs han demostrat la capacitat de distingir els humans individuals reconeixent-ne els trets facials. L'evidència també suggereix que són un dels pocs animals no humans, juntament amb insectes com abelles o formigues, capaços de desplaçament (comunicació sobre coses que no estan presents immediatament, espacialment o temporalment).

## Dieta
Els corbs són omnívors i les seves dietes són molt diverses. Mengen gairebé qualsevol aliment, inclosos altres ocells, fruites, fruits secs, mol·luscs, cucs de terra, llavors, granotes, ous, cries, ratolins i carronya. L'origen de col·locar els espantaocells als camps de gra va ser el resultat dels incessants danys i carronyes dels corbs, encara que els corbs ajuden els agricultors menjant insectes que d'altra manera serien atrets pels seus conreus.

## Reproducció

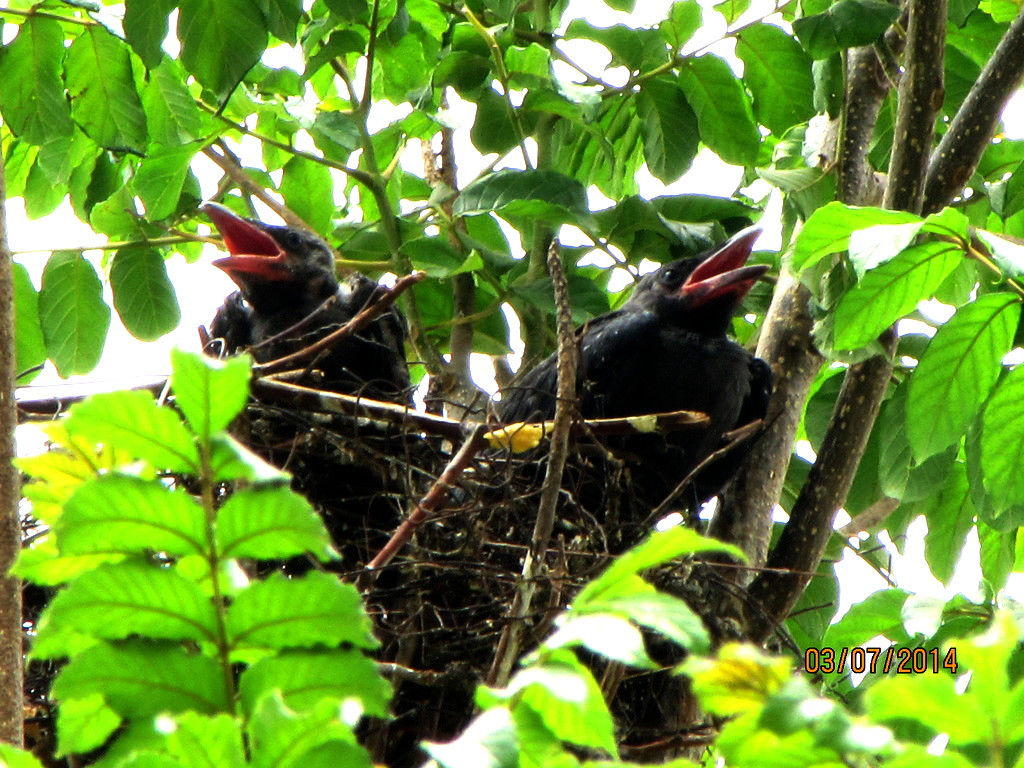
Pinyons, gairebé a punt per volar

Els corbs assoleixen la maduresa sexual al voltant dels tres anys per a les femelles i cinc anys per als mascles. La mida de la posta és d'uns tres a nou ous i el període de nidificació dura entre 20 i 40 dies. Tot i que els corbs solen aparellar-se per a tota la vida, la còpula extra parelles no és inusual, i les cries d'anys anteriors sovint ajuden les parelles nidificants a protegir un niu i alimentar les cries.
Les cries de corbs a les zones urbanes s'enfronten a amenaces com ara l'enredament dels nius per materials de nidificació antropogènics i un creixement retardat a causa d'una mala nutrició.

## Vida i malaltia
Alguns corbs poden viure fins als 20 anys, i el corb americà més antic conegut en estat salvatge tenia gairebé 30 anys. El corb captiu documentat més vell va morir als 59 anys.
El corb americà és molt susceptible a la recentment introduïda soca nord-americana del virus del Nil Occidental. Els corbs americans solen morir en una setmana després d'haver adquirit la malaltia i molt pocs sobreviuen a l'exposició.

## Interacció humana
El corb comú i el corb carronyaire han estat acusats de matar xais febles i sovint se'ls veu menjant cadàvers recentment morts, probablement morts per altres mitjans. S'ha documentat que el corb australià persegueix, ataca i fereix greument xais. S'ha culpat a les graules de menjar gra al Regne Unit i als corbs del desert d'atacar els cultius de dàtils als països del desert.
S'ha demostrat que els corbs tenen la capacitat de reconèixer visualment humans individuals i de transmetre informació sobre humans "dolents" volcalitzant. Sembla que els corbs mostren agraïment als humans fent-los regals.

## Representacions culturals

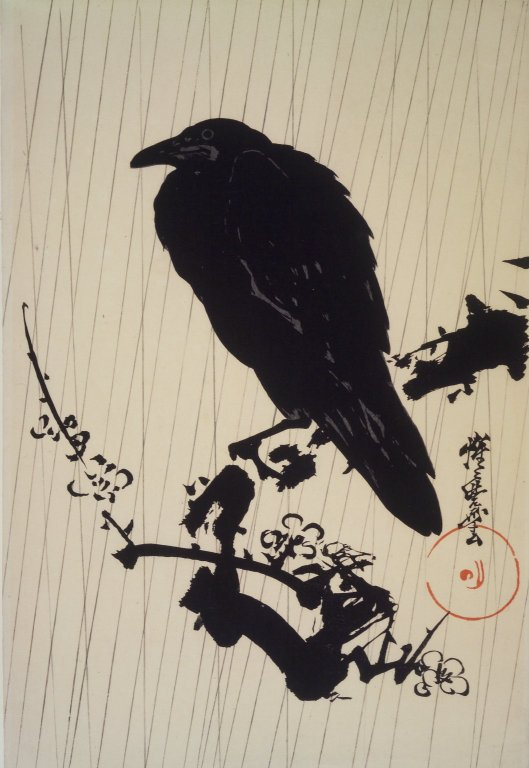
Corb sobre una branca - Kawanabe Kyosai (1831–1889)

### En el folklore i la mitologia
A l'antiga Grècia i Roma, hi havia diversos mites sobre corbs i gralles:
- Un adagi antic grec i romà, dit per Erasme de Rotterdam diu: «Els cignes cantaran quan els gralles callin», és a dir, que les persones educades o sàvies parlaran després que els ximples es callin.[43]
- El poeta romà Ovidi va veure el corb com un presagi de pluja (Amores 2,6, 34).[44]
- Plini va observar com els tessalis, els il·liris i els lemnis estimaven les gralles per destruir els ous de llagosta. Els Vènets es diu que han subornat les gralles per savar els seus cultius.[45]
- Els autors grecs antics expliquen com una gralla, sent una criatura social, pot ser atrapada amb un plat d'oli en el qual cau mentre mira el seu propi reflex.[45]

Al relat de la Bíblia a 1 Reis 17:6, s'acredita que els corbs han proporcionat menjar a Elies.
Al mite sumeri, l'Epopeia de Guilgameix, Utnapixtim allibera un colom i un corb per trobar terra; tanmateix, el colom només es gira i torna. Només llavors Utnapixtim envia el corb, que no torna, i Utnapixtim conclou que el corb ha trobat terra.
A la mitologia xinesa, el món tenia originàriament deu sols encarnats espiritualment com 10 corbs i/o portats per 10 corbs; quan tots deu van decidir aixecar-se alhora, l'efecte va ser devastador per a les collites, així que els déus van enviar el seu millor arquer Houyi, que va abatre nou corbs i només en va salvar un.
A Dinamarca, el corb nocturn es considera un esperit exorcitzat. Un forat a la seva ala esquerra indica on l'estaca que s'utilitzava per exorcitzar-la va ser introduïda a la terra. Qui mira a través del forat es convertirà ell mateix en un corb nocturn.
A la mitologia irlandesa, els corbs s'associen amb Morrigan, la deessa de la guerra i la mort.
A l'Islam, la Surat Al-Ma'ida de l'Alcorà descriu la història de com el corb ensenya al fill d'Adam a cobrir el cadàver del seu germà: "Al·là va enviar un corb, que va furgar la terra per a mostrar- li com amagar el cadàver del seu germà. Va dir: «Ai de mi! És que no sóc capaç d'imitar a aquest corb i amagar el cadàver del meu germà?». I va passar a ésser dels penedits"
A la mitologia japonesa, es representa un corb de tres potes anomenat Yatagarasu (八咫烏, "eight-hand-crow").
A la mitologia nòrdica, Hugin i Munin són un parell de corbs comuns que abasten tot el món, Midgard, que aporten informació al déu Odin.
A Suècia, es considera que els corbs són els fantasmes d'homes assassinats.

### Literatura
A Faules d'Isop, la gralla encarna l'estupidesa en un conte (per morir de fam mentre espera que madurin les figues d'una figuera), la vanitat en un altre (la gralla va intentar convertir-se en rei dels ocells amb plomes prestades, però es va avergonyir quan van caure), i astúcia en un altre (el corb s'acosta a un càntir i sap que el seu bec és massa curt per arribar a l'aigua, i si el bolca, caurà tota l'aigua, així el corb posa còdols a la gerra perquè l'aigua pugi i pugui arribar-hi per alleujar la seva set).
- A les Metamorfosis d'Ovidi, a la mitologia grega, el déu Apol·lo es va enfurismar quan el corb va exposar la cita de la seva amant Coronis amb un mortal, la seva ira transmutant les plomes del corb de blanc a negre.[57]

### Música
- Tant els corbs com les gralles han aparegut habitualment a les lletres de cançons de heavy metal. Un estudi del 2019 va demostrar que els corbs són els ocells més freqüents esmentats a les lletres de heavy metal, mentre que les gralles són les quartes (àguiles i voltors són el segon i el tercer).[58]